# Kvantitativna analiza aktivnosti enzima
Pri kvantitativnom određivanju enzima u tkivnim ekstraktima, ekstremno male količine enzima koje se nalaze u ćelijama prouzrokuju probleme. Ali, katalitička aktivnost jednog enzima obezbeđuje osetljiv i specifičan način za njegovo merenje. Da bi se izmerila količina enzima u uzorku tkivnog ekstrakta ili druge biološke tečnosti, meri se brzina reakcije koju katalizuje taj enzim. Pod pogodnim uslovima izmerena brzina reakcije je proporcionalna količini prisutnog enzima. Gdje je to moguće, ova brzina se poredi sa brzinom katalizovanom poznatom količinom visoko prečišćenog enzima. Međutim, nije lako odrediti broj molekula ili masu prisutnog enzima. Zato se rezultati izražavaju u internacionalnim jedinicama.Tako da se mogu porediti relativne količine enzima u različitim ekstraktima. Enzimske jedinice se najčešće izražavaju u mikromolima (10-6 mol), nanomolima (10-9 mol) ili pikomolima (10-12 mol) supstrata koji izreaguje ili produkata koji nastaje za jedan minut.
Aktivnost fermenata predstavlja količinu supstrata koja se promeni u jedinici vremena pod standardnim uslovima. Aktivnost enzima može se odrediti i merenjem brzine nastajanja produkta (ili ređe, brzine nestajanja supstrata). Od hemijskih i fizičkih osobina produkata ili supstrata zavisi koja će specifična metoda biti izabrana za kvantitativno određivanje. Često je pogodno "kuplovati" produkt reakcije sa enzimom za koji je ovaj produkt supstrat.

## Određivanje aktivnosti enzima

### Amilaze
Približna slika o aktivnosti amilaza u nekom materijalu može se dobiti na osnovu nijanse boje koja nastaje dodavanjem odmerene količine rastvora joda sadržaju, koji se sastoji iz jednakih količina skrobnog rastvora i iz postepeno smanjenih količina biljnog materijala u kome se aktivnost fermenata ispituje.
Tabela 1.1. Primer, priprema serije rastvora od deset epruveta pri određivanju aktivnosti amilaza
| Broj epruvete | Ekstr.amilaze (ml) | Broj epruvete | Ekstr.amilaze (ml) |
| ------------- | ------------------ | ------------- | ------------------ |
| 1             | 1.00               | 6             | 0.0125             |
| 2             | 0.500              | 7             | 0.00625            |
| 3             | 0.250              | 8             | 0.00312            |
| 4             | 0.125              | 9             | 0.00156            |
| 5             | 0.025              | 10            | 0.00078            |

#### Saharifikaciona aktivnost amilaza
Saharifikaciona ili amilolitička aktivnost amilaze može se meriti količinom maltoze nastale u toku hidrolize skroba. Maltoza je redukujući šećer, i može se odrediti primenom jednog od oksidoredukcionih postupaka. Aktivnost amilaze može se odrediti primenom jodometrijske metode na osnovu merenja porasta sadržaja maltoze tokom inkubacije.

### Hidroperoksidaze
Hidroperoksidaze pripadaju klasi enzima oksidoreduktaza, koje su široko rasprostranjeni u biljkama, zivotinjama i mikroorganizmima i katalisu procese oksido-redukcije. Ovi procesi imaju vaznu funkciju u procesu disanja i raznim oksidoredukcionim procesima , gdje se vrši prenos vodonika, odnosno elektrona od supstrata donora (D), koji se oksiduje na akceptor (A) koji se redukuje.
Ovoj klasi enzima pripada podklasa hidroperoksidaza, koji katališu razlaganje vodonik-peroksida (H2O2) koji nastaje kao produkat metabolizma ćelije i dele se, prema prirodi reakcije koju katališu, na peroksidaze i katalaze.

### Katalaze
Katalaza je enzim koji vrlo intezivno katališe razlaganje H2O2 na kiseonik i vodu.
Ovo je bimolekulska reakcija u kojoj se jedan molekul H2O2 javlja kao donator elektrona, tj.oksidiše se do kiseonika, a drugi kao akceptor elektrona, tj.redukuje se do vode. Katalaza je u hemijskom pogledu proteid, u kome neproteinsku komponentu predstavlja Fe-porfirinski kompleks (hematin).
To je enzim velike katalitičke moći gdje kisela sredina inaktivira katalitičku aktivnost katalaze.
Kvantitativno određivanje aktivnosti katalaze zasnovano je na reakciji vodonik-peroksida koji ostaje nerazložen posle dejstva katalaze, sa kalijum permanganatom uz obrazovanje slobodnog kiseonika.

### Peroksidaze
Peroksidaze katališu reakcije u kojima se voda javlja kao akceptor elektrona, pri čemu se supstrat oksidiše do, a vodonik-peroksid redukuje do vode. Ovi enzimi su uglavnom zastupljeni u [[Биљна ћелија|biljnim ćelijama). Peroksidaze su proteidi koji u svojoj strukturi sadrže feri-protoporfirin (protoporfirin sa gvozđem u centru). Aktivnost peroksidaze izražava se brojem mikromola askorbinske kiseline oksidovane za minut po 1g uzorka:
Ak = (60sec./vreme u sec.) x 10

### Askorbinoksidaze
Askorbinoksidaza pripada podklasi enzima oksidaza (velika klasa enzima-oksidoreduktaza) kojoj pripada podklasa fenoloksidaza. Fenoloksidaze su bakar-proteidi i široko su zastupljeni u biljnom, zivotinjskom svetu i mikroorganizmima. Fenoloksidaze vršse katalizu oksidacije mono-, di- i polifenola i njihovih derivata. Njihova hemijska funkcija se svodi na transport elektrona koji je povezan sa oksidacijom nekog supstrata i redukcijom kiseonika ili vodonik-peroksida. Askorbinoksidaze naročito ima u zelenim delovima biljaka (kupus, salata) u nekim plodovima (šipurak, dren) i u krtolama (krompir); ona katališe oksidaciju askorbinske kiseline u hidrat dehidroaksorbinske kiseline, uz učešće kiseonika i vode. Nakon dejstva enzima, pošto se utroši sva njegova količina, ostaje izvesna količina supstrata (askorbinske kiseline) u višku koji se određuje jodimetrijski.

### Tripsini
Velika klasa enzima hidrolaze katališu hidrolitičko razlaganje raznih složenih organskih jedinjenja na znatno prostije u prisustvu vode. Voda ovdje ima ulogu akceptora na koji se vrši prenos drugih grupa, ostataka ili radikala sa molekula supstrata koji podleže hidrolizi. hidrolazama pripadaju svi probavni enzimi, koji deluju intra- ili ekstracelularno i koji proces varanja obezbeđuje preko niza uređenih hidrolitičkih reakcija kroz koje se složeni molekuli organskih jedinjenja (proteini, lipidi, ugljeni hidrati i dr.) relativno lako i postepeno prevode u niže, jednostavnije oblike (koji dalje podležu promenama oksidacije, sinteze...). Ovoj klasi pripada veliki broj enzima koji su svrstani po mehanizmu hidrolize u podgrupe: esteraze, karbohidraze i peptidaze.
Peptidaze katalizuju hidrolitičko razlaganje peptidne veze (-CO-NH-), koja je zastupljena u proteinima, polipeptidima, kao i u proizvodima njihovog razlaganja. Ovaj proces naziva se proteoliza, a enzimi-proteolitički enzimi. U zavisnosti od mesta delovanja proteolitički enzimi se mogu podeliti na: egzopeptidaze i endopeptidaze. Tripsin pripada grupi serinskih endopeptidaza. To su enzimi koji u aktivnom centru imaju serin i histedin, a katališu razlaganje peptidnih veza u unutrašnjosti makromolekula i ne deluju na peptidne veze koje se nalaze na krajevima peptidnog lanca. Tripsin je enzim pankreasnog soka, ćelije pankreasa ga luče u obliku proenziima tripsinogena (protripsin) koji (na pH 75-8,5 pod uticajem enzima enterokinaze, a kasnije autolizom) prelazi u aktivnu formu-tripsin. Njegova optimalna pH aktivnosti je 8,0.

## Spoljašnje veze
- Analiza krvi